# ليف كيرشنر
ليف كيرشنر (بالإنجليزية: Lev Kirshner)‏ هو مدرب كرة قدم ولاعب كرة قدم أمريكي، ولد في 17 يونيو 1969 في الولايات المتحدة. لعب مع Reno Rattlers ‏.